# Деджен Гебремескел
Деджен Гебремескел  (амх. ገብረመስቀል ደጀን, 24 листопада 1989) — ефіопський легкоатлет, олімпійський медаліст.

## Виступи на Олімпіадах
| Олімпіада   | Дисципліна         | Місце |
| ----------- | ------------------ | ----- |
| Лондон 2012 | біг на 5000 метрів | 2     |

## Зовнішні посилання
- Досьє на sport.references.com [Архівовано 16 грудня 2012 у Wayback Machine.]